# Ga Macheon
Ga Macheon là ga tàu điện ngầm trên, và là ga cuối phía Đông của, Tàu điện ngầm vùng thủ đô Seoul tuyến 5.

## Bố trí ga
| Geoyeo ↑         |
| \| W/B           |
| Bắt đầu·Kết thúc |

| Hướng Tây  | ●Tuyến 5 | ← Hướng đi Gangdong · Wangsimni · Gwanghwamun · Banghwa |
| Hướng Đông | ●Tuyến 5 | → Kết thúc tại ga này                                   |